# Tim Skold
Tim Skold, właśc. Thim Sköld (ur. 14 grudnia 1966 w Skövde) – szwedzki multiinstrumentalista, w latach 1989-1990 występujący pod pseudonimem Tim Tim. Współtworzył grupę muzyczną Shotgun Messiah, współpracował także z KMFDM. W roku 1996 wydał solowy album zatytułowany SKOLD. Od 2002 do 2008 roku gitarzysta oraz basista zespołu Marilyn Manson. W 2009 roku wznowił współpracę z KMFDM. Obecnie współpracuje z wytwórnią Metropolis Records. W maju 2011 wydał swój drugi studyjny album zatytułowany Anomie. Żonaty z Erin Sköld.

## Instrumentarium
- Gibson Les Paul – Black finish
- Gibson Firebird V – Cream white finsih
- Gibson Firebird VII – Red finish
- Roland G-707 Guitar Synthesizer
- Gretsch Broadkaster G6119B bass – Black finish
- King doublebass – White with black flames
- D’Addario XL Strings
- Dunlop Tortex Picks
- Dunlop Cry Baby Bass Wah Wah
- Dunlop MXR M-103 Blue Box
- BOSS GT-6
- BOSS GT-6B Multi-Effects Units
- Dunlop MXR Smart Gate Pedal
- Dunlop MXR 10 Band EQ
- Ampeg SVT-4PRO head[1]
- Ampeg SVT-810E cabinet[1]

## Dyskografia

### Kingpin
- Shout It Out (1987)
- Welcome to Bop City (1988)

### Shotgun Messiah
- Shotgun Messiah (1989)
- Shout It Out (1989)
- Don’t Care 'Bout Nothin (1990)
- Second Coming (1991)
- Heartbreak Blvd. (1991)
- Red Hot (1991)
- Living Without You (1992)
- I Want More (1992)
- Violent New Bree (1993)
- Enemy in Me (1993)
- Violent New Breed (1993)

### Skold
- Skold (1996)
- Neverland (1996) (EP)
- Dead God (2002) (Promo EP)
- I Will Not Forget (2009) (Single)
- A Dark Star (2009) (Single)
- Bullets Ricochet (2009) (Single)
- Suck (2011) (Single)
- Anomie (2011)
- The Undoing (2016)
- Roses feat. Baby Franco (2019) (Single)

### KMFDM
- Symbols (1997)
- Megalomaniac (1998)
- Adios (1999)
- Boots (2002)
- Attak (2002)
- Blitz (2009)

### MDFMK
- MDFMK (2000)

### Marilyn Manson
- „Tainted Love” (2001)
- Resident Evil Soundtrack (2002)
- The Golden Age of Grotesque (2003)
- Lest We Forget: The Best of (2004)
- Eat Me, Drink Me (2007)

### Skold vs. KMFDM
- Skold vs. KMFDM (2009)